# ویتالی هودزیاتسکی

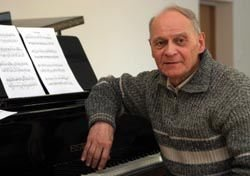
ویتالی هودزیاتسکی

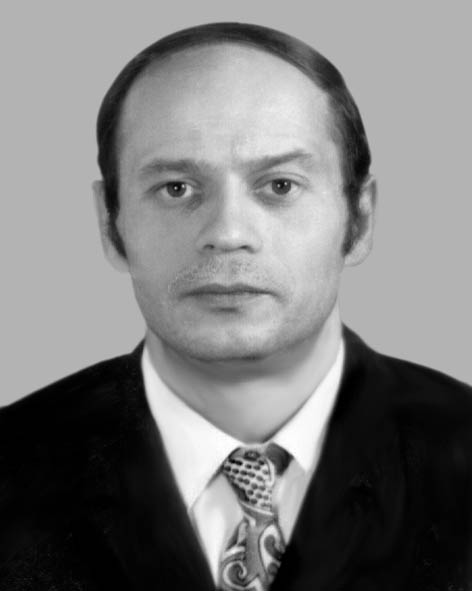
هودزیاتسکی در جوانی

ویتالی الیکسیوویچ هودزیاتسکی (اوکراینی: Годзяцький Віталій Олексійович، متولد ۲۶ دسامبر ۱۹۳۶) آهنگساز و مدرس اوکراینی است. وی در سال ۱۹۹۶ به عنوان هنرمند ممتاز اوکراین شناخته شد. وی در کی یف متولد شد و در آکادمی ملی موسیقی چایکوفسکی نزد بوریس لیاتوشینسکی تحصیل کرد و در سال ۱۹۶۱ فارغ‌التحصیل شد. وی برای پیانو، ارکستر، صدا، و سازهای بادی و سازهای بادی چوبی تکنوازی ساخته‌است.